# 瓦蘇盧巴萊
瓦蘇盧巴萊（法語：Wassoulou-Ballé），是馬里的城鎮，位於該國南部，由錫卡索區的揚福利拉省負責管轄，面積1,594平方公里，海拔高度349米，2009年人口51,727，人口密度每平方公里32人。